# Estación Rafael Obligado
Rafael Obligado es una estación ferroviaria ubicada en la localidad del mismo nombre, partido de Partido de Rojas, Provincia de Buenos Aires, Argentina.

## Servicios
El ramal se encuentra utilizado para cargas desde Pergamino a Rojas, el sector de Rafael Obligado se encuentra abandonado hasta Junín.

## Historia
En el año 1885 fue inaugurada la Estación Rafael Obligado, por parte del Ferrocarril de la Provincia de Buenos Aires propiedad de la Provincia de Buenos Aires, luego de su venta pasó a formar parte del Ferrocarril Central Argentino, con la nacionalización paso al Ferrocarril General San Martín en 1961 durante el gobierno desarrollista del Dr. Frondizi es clausurado pero durante el gobierno del Dr. Arturo Illia fue rehabilitado para cargas, ahora se encuentra concesionado pero sin servicios de cargas y abandonado.